# Schloss Conros

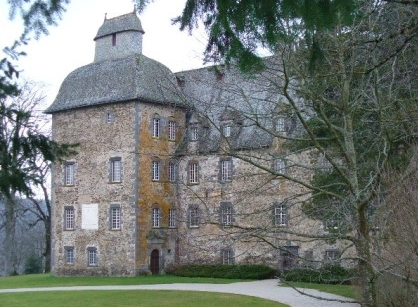
Hauptfassade des Schlosses Conros

Das Schloss Conros (französisch Château de Conros ) befindet sich in der französischen Gemeinde Arpajon-sur-Cère im Département Cantal der Region Auvergne, etwa sechs Kilometer südlich von Aurillac. Es steht seit dem 30. September 1991 als Monument historique unter Denkmalschutz.
Das Schloss befindet sich in Privatbesitz, kann aber von Anfang Juli bis Mitte September besichtigt werden. Der Eintritt in den Schlosspark ist kostenlos, während für den Besuch der Schlossräume ein Entgelt entrichtet werden muss.

## Geschichte
Die Anfänge der Anlage reichen in das 13. Jahrhundert zurück. In einer Urkunde aus dem Jahr 1230 wird sie erstmals erwähnt und war zu jener Zeit im Besitz von Astorg III. d’Aurillac. Schon in der Anfangszeit bestand die Burg aus einem mächtigen, viereckigen Donjon und einem sich anschließenden Logis mit runden Ecktürmen. Nach dem Aussterben der Eigentümerfamilie kam die Burg samt zugehöriger Seigneurie über die Familie Courcelles im 15. Jahrhundert an die Familie Urfé. Diese veräußerte die Burg 1514 an Pons de Gontaut-Biron. Er und sein Sohn Jean I. ließen die mittelalterliche Anlage im 16. Jahrhundert zu einem Schloss im Stil der Renaissance umbauen. Im Jahr 1556 wurde es für 25.000 Livres an Rigaud de Saint-Martial (auch Rigault geschrieben) verkauft. Als hugenottische Truppen unter der Führung Antoine de Puzols Schloss Conros in den Religionskriegen während der Abwesenheit des Schlossherrn einnahmen, sammelte Rigauds Frau Francoise de Puy-de-Val Getreue um sich und eroberte das Schloss zurück. Als einer ihrer Nachfahren, Charles de Saint-Martial, 1662 vom Pariser Parlement wegen unrechtmäßig erhobener Wegezölle verurteilt worden war, wurde sein Schloss anschließend auf Geheiß König Ludwigs XIII. entwehrt. Der wuchtige Taubenturm der Anlage ist deshalb bis in die Gegenwart ohne Dach.
Für sieben Generationen blieb das Anwesen im Besitz der Saint-Martials, ehe sie von der Familie d’Humières beerbt wurden. Eines ihrer Mitglieder, der Schlossherr Robert d’Humières, wurde durch seine Übersetzung von Rudyard Kiplings Dschungelbuch ins Französische bekannt. Die heutige Schlosseigentümerin ist eine Enkelin Roberts und beschloss 1971 gemeinsam mit ihrem Mann, die damals zu einer Ruine verfallene Anlage zu restaurieren. Auch der im 19. Jahrhundert im englischen Landschaftsstil umgestaltete Schlosspark sollte wiederhergestellt werden. 1972 begannen die Arbeiten dazu und dauerten mehr als zehn Jahre lang. Anschließend möblierte das Eigentümerpaar einige Zimmer des Schlosses neu, sodass diese heute im Rahmen eines kleinen Rundgangs besichtigt werden können. Außerdem richteten die Eheleute in den Räumen der einstigen Schlossküche ein Museum zu Kunst und Volkstraditionen der ländlichen Hoch-Auvergne mit Exponaten aus dem 19. sowie 20. Jahrhundert ein und organisierten eine Dauerausstellung zum Thema Parfüm im Dachgeschoss. Darüber hinaus können sich Besucher im Wachensaal über die einzelnen Phasen der Restaurierung informieren. Die Schlossherrin bewohnt mit ihrem Mann derweil das ehemalige Gärtnerhaus.

## Beschreibung

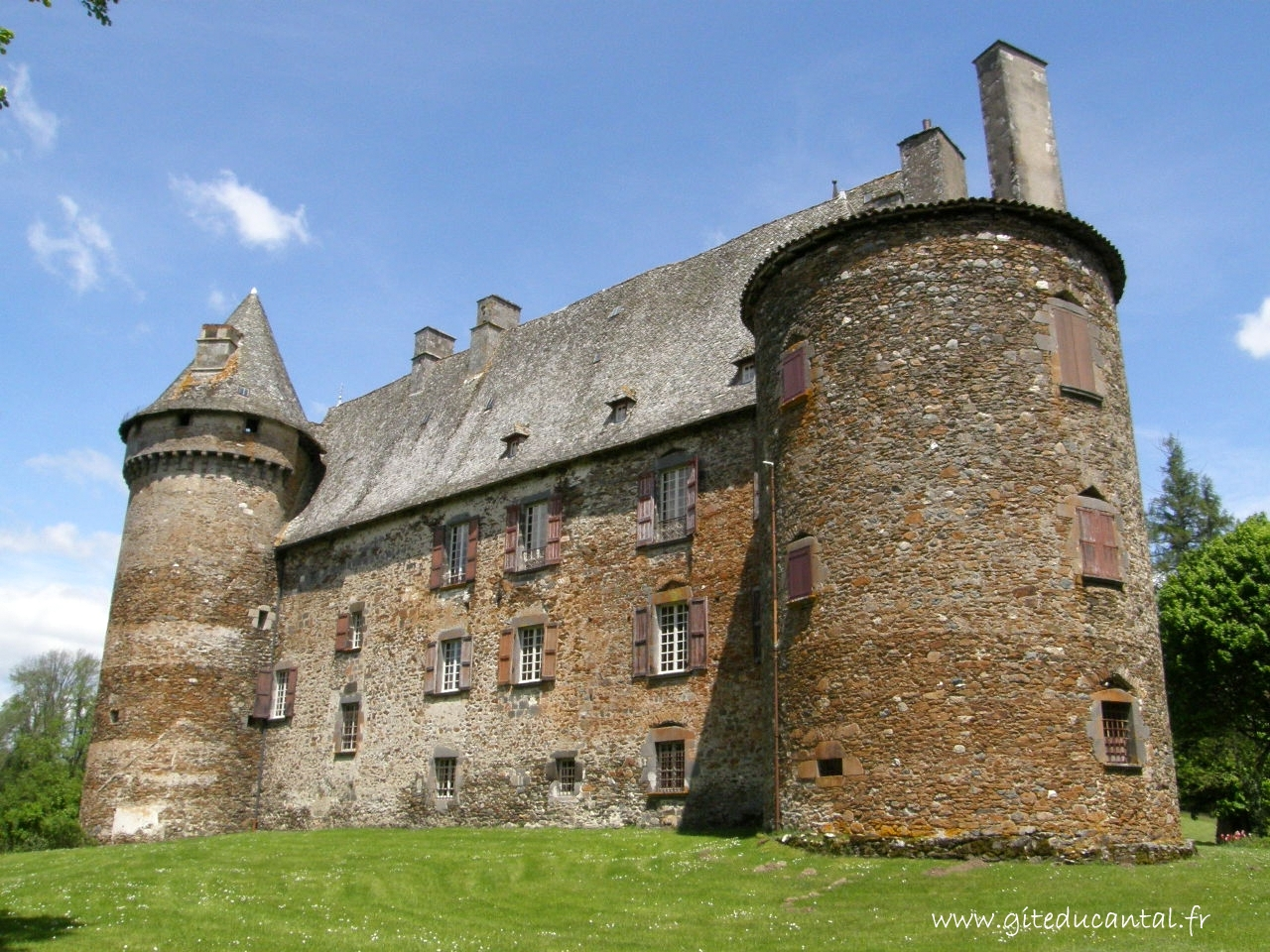
Westseite des Schlosses

Das Schloss steht auf einem Felsen aus Schiefer und Basalt, der an drei Seiten von der Cère umflossen wird. Zur Anlage gehört ein Englischer Landschaftsgarten aus der zweiten Hälfte des 19. Jahrhunderts, der – wie das Gebäude auch – in den 1970er Jahren restauriert wurde. Er ist der einzige Rest des ehemals 3500 Hektar großen Grundbesitzes, der einst zum Schloss gehörte. Zu seiner Bepflanzung zählen mehrere hundertjährige Bäume, darunter eine der größten Buchen des Départements.

### Architektur
Der Schlossbau besteht aus einem langgestreckten Wohnbau (Logis), dessen Ecken an der Westseite durch wuchtige Rundtürme markiert werden. Der nördliche von ihnen besitzt Maschikulis und ein Kegeldach. Im südlichen Bereich der Ostseite schließt sich dem Logis ein viergeschossiger Wohnturm (Donjon) an, dessen seltene Dachform nach ihrem Erfinder Philibert Delorme „Philiberte“ genannt wird. Die bekrönende Laterne stammt nicht aus dem Mittelalter, sondern wurde dem Bau erst in späterer Zeit aufgesetzt. Sie diente als Ausguck und als Taubenhaus.  Über den beiden Türen an der Ostseite des dreigeschossigen Logis erinnern die Wappen von Aymeric Astorg d’Aurillac und seiner Frau Flore d’Estaing an frühere Besitzer der Anlage. Das Gebälk des Wohnbaus trägt eines der größten Dächer des Cantals.

### Innenräume
Im Keller und Erdgeschoss sind einige Elemente aus dem 13. Jahrhundert erhalten, während auf der Beletage Überreste aus dem 15. Jahrhundert zu finden sind. Die Mehrheit der heutigen Bausubstanz stammt jedoch aus dem 16. Jahrhundert und wurde im 17. Jahrhundert noch einmal verändert. Im Inneren sind unter anderem der Wappensaal (französisch salle d’armes) mit seiner Gewölbedecke und die Schlosskapelle von 1230 zu besichtigen. In der Kapelle ist ein merowingischer Sarkophag aus weißem Marmor ausgestellt, der 1988 bei Ausgrabungen in Arpajon-sur-Cère gefunden wurde.
Das Exponat aus dem 5. Jahrhundert ist als eigenständiges Monument historique klassifiziert.
Kunsthistorisch besonders wertvoll ist im ersten Obergeschoss des Wohnbaus der Wachensaal (französisch salle des gardes) mit einem monumentalen Kamin aus dem 15. Jahrhundert, der ursprünglich aus dem benachbarten Schloss Branzac stammt. Die dekorativen Fresken des Raums datieren ins 16. Jahrhundert und wurden von italienischen Künstlern gemalt, die durch Camille Carracioli, einer neapolitanischen Adligen und Ehefrau des damaligen Schlossherrn, nach Frankreich geholt worden waren. Im Salon rose ist hingegen neueres Mobiliar aus dem 18. Jahrhundert zu sehen.